# Bożena Gniedziuk
Bożena Gniedziuk, po mężu Markiewicz (ur. 4 sierpnia 1961 w Warszawie, zm. 12 stycznia 2014 tamże) – polska piłkarka ręczna, obrotowa, medalistka mistrzostw Polski i reprezentantka Polski. W polskiej drużynie narodowej rozegrała 241 meczów i do grudnia 2017 pozostawała rekordzistka pod względem liczby występów w kadrze (wyprzedziła ją Kinga Grzyb).

## Życiorys

### Kariera klubowa
W piłkę ręczną zaczęła grać w MKS Praga Warszawa, gdzie jej trenerem był Jerzy Noszczak. W 1978 została zawodniczką II-ligowego klubu AZS Warszawa, z którym w sezonie 1979/1980 awansowała do ekstraklasy, a występowała do 1983. W 1983 została zawodniczką Skry Warszawa (trenowanej przez Jerzego Noszczaka), zdobywając z nią swój jedyny medal mistrzostw Polski – srebro w 1985. W 1991 wyjechała do Norwegii, grała kolejno w drugoligowym Oslo Haugevit (1991/1992) i pierwszoligowym IL Vestar (1992–1993). Sezon 1993/1994 spędziła w luksemburskiej drużynie Rumelange, a w swoim ostatnim sezonie w karierze 1994/1995 była zawodniczką Via Veny Warszawa (kolejny raz trenowana przez Jerzego Noszczaka), z którą zdobyła Puchar Polski w 1995.

### Kariera reprezentacyjna
W reprezentacji Polski zadebiutowała 10 kwietnia 1981 w towarzyskim spotkaniu ze Szwecją. Dwukrotnie wystąpiła w mistrzostwach świata grupy A (1986 – 13. miejsce, 1990 – 9. miejsce) i pięciokrotnie w mistrzostwach świata grupy B (1981 – 6. miejsce, 1983 – 2. miejsce, 1985 – 7. miejsce, 1987 – 7. miejsce, 1989 – 6. miejsce). Ostatni raz wystąpiła w drużynie narodowej 24 czerwca 1992 w towarzyskim meczu z Rumunią. Łącznie w biało-czerwonych barwach rozegrała 241 meczów (co stanowiło do 2017 rekord reprezentacji Polski) i zdobyła 398 bramek.
Po zakończeniu kariery sportowej pracowała jako trener w Varsovii i nauczycielka wychowania fizycznego w podwarszawskich Markach, gdzie również mieszkała.